# DDR-Oberliga 1950/51
In 1950/51 werd het tweede seizoen van de DDR-Oberliga gespeeld, de hoogste klasse van de DDR. BSG Chemie Leipzig werd kampioen na een testwedstrijd tegen Turbine Erfurt dat evenveel punten telde. Het seizoen begon op 3 september 1950 en eindigde op 6 mei 1951. 
Vicekampioen SG Dresden-Friedrichstadt werd na het vorige seizoen ontbonden en de spelers verkasten naar BSG VVB Tabak Dresden, dat de plaats in de Oberliga zou overnemen. Doordat een aantal spelers zich aansloten bij het West-Duitse Hertha BSC werd deze beslissing teruggedraaid. SG Volkspolizei Dresden kwam in de plaats in de Oberliga zonder zich daar op sportief vlak voor gekwalificeerd te hebben. 
Nadat Oost-Berlijn tot hoofdstad van de DDR benoemd werd werden de drie Oost-Berlijnse clubs die zich voor de Oberliga Berlin 1950/51 gekwalificeerd hadden (SG Union Oberschöneweide, VfB Pankow en SC Lichtenberg 47) verkast naar de DDR-Oberliga. Van deze drie clubs speelde Lichtenberg niet in de hoogste klasse van de Stadtliga, maar was wel gepromoveerd voor seizoen 50/51. Vele spelers verlieten hun clubs om naar West-Berlijn te verhuizen. Bijna het complete elftal van Union Oberschöneweide ging naar West-Berlijn om daar de nieuwe club SC Union 06 Berlin op te richten. 

## Eindstand

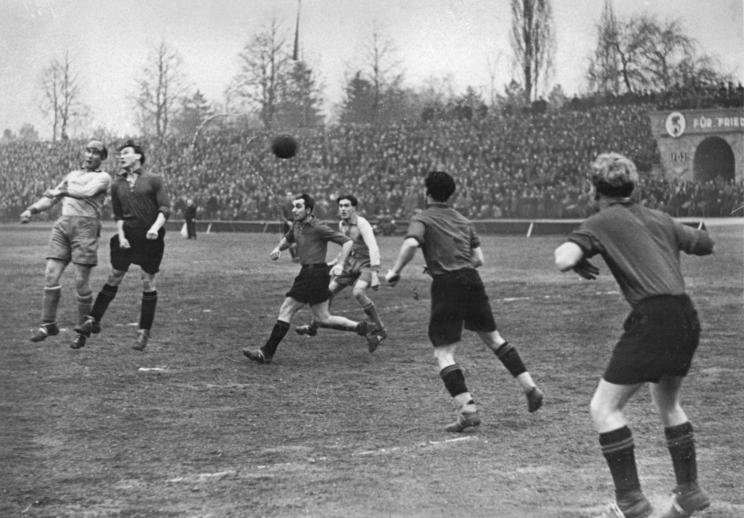
Wedstrijd van de 26ste speeldag: Turbine Erfurt tegen Motor Dessau

De titel werd in een testwedstrijd beslist in het Ernst-Thälmann-Stadion te Chemnitz voor 60.000 toeschouwers. Chemie Leipzig won de titel. Titelverdediger Motor Zwickau deed ook lange tijd mee om de titel maar eindigde aan het einde van het seizoen toch met een duidelijk achterstand op de top twee. 
Van de drie sportieve promovendi degradeerde enkel Turbine Weimar. Stahl Thale en Rotation Dresden eindigden in de middenmoot. De drie nieuwkomers uit Oost-Berlijn deden het allesbehalve goed en strandden op degradatieplaatsen. Pankow schraapte slechts zeven punten bij elkaar. Van bovenhand werd er besloten om toch twee clubs uit Berlijn in de Oberliga te houden. BSG Motor Oberschöneweide en BSG Einheit Pankow namen plaats en spelers van beide clubs in.
Er kwamen 2.635.800 toeschouwers naar de 306 Oberligawedstrijden wat neerkomt op 8.614 per wedstrijd. De meeste supporters kwamen naar de beslissende titelwedstrijd tussen Chemie Leipzig en Turbine Erfurt. 
|     | Club                          | Wed | W  | G  | V  | Saldo  | Ptn |
| --- | ----------------------------- | --- | -- | -- | -- | ------ | --- |
| 1.  | BSG Chemie Leipzig            | 34  | 22 | 6  | 6  | 66:33  | 50  |
| 2.  | BSG Turbine Erfurt            | 34  | 22 | 6  | 6  | 80:37  | 50  |
| 3.  | BSG Motor Zwickau (K)         | 34  | 17 | 9  | 8  | 72:35  | 43  |
| 4.  | SG Volkspolizei Dresden (N)** | 34  | 17 | 9  | 8  | 75:40  | 43  |
| 5.  | BSG Aktivist Brieske-Ost      | 34  | 20 | 3  | 11 | 87:79  | 43  |
| 6.  | BSG Turbine Halle             | 34  | 16 | 8  | 10 | 74:50  | 40  |
| 7.  | BSG Stahl Thale (N, B)        | 34  | 17 | 5  | 12 | 82:65  | 39  |
| 8.  | BSG Rotation Babelsberg       | 34  | 18 | 3  | 13 | 95:78  | 39  |
| 9.  | BSG Motor Dessau***           | 34  | 14 | 6  | 14 | 68:62  | 34  |
| 10. | BSG Fortschritt Meerane       | 34  | 12 | 8  | 14 | 65:71  | 32  |
| 11. | BSG Stahl Altenburg***        | 34  | 12 | 7  | 15 | 46:61  | 31  |
| 12. | BSG Rotation Dresden (N)      | 34  | 12 | 6  | 16 | 64:61  | 30  |
| 13. | BSG Motor Gera                | 34  | 9  | 12 | 13 | 59:63  | 30  |
| 14. | BSG Lokomotive Stendal        | 34  | 12 | 5  | 17 | 73:73  | 29  |
| 15. | SG Union Oberschöneweide (N)  | 34  | 9  | 8  | 17 | 49:72  | 26  |
| 16. | BSG Turbine Weimar (N)        | 34  | 10 | 6  | 18 | 45:71  | 26  |
| 17. | SG Lichtenberg 47 (N)         | 34  | 6  | 8  | 20 | 49:96  | 20  |
| 18. | VfB Pankow (N)                | 34  | 2  | 3  | 29 | 29:131 | 7   |

| (K) | Titelverdediger |
| (B) | Bekerwinnaar vorig seizoen |
| (N) | Gepromoveerd |
| **  | Club meteen bij oprichting in hoogste klasse ingedeeld |
| *** | De wedstrijd Altenburg – Dessau (oorspronkelijk 1:3) werd veranderd naar 0:0 en een zege voor Altenburg omdat Dessau een niet speelgerechtigde speler opgesteld had. |

### Finale
| Team 1             | Uitslag | Team 2             |
| ------------------ | ------- | ------------------ |
| BSG Chemie Leipzig | 2:0     | BSG Turbine Erfurt |

## Naamswijzigingen
| Naam voor het seizoen     | Wijziging in         | Wijziging in              | Wijziging in |
| Naam voor het seizoen     | Tijdens het seizoen  | Na het seizoen            |              |
| ------------------------- | -------------------- | ------------------------- | ------------ |
| BSG KWU Erfurt            | BSG Turbine Erfurt   |                           |              |
| ZSG Altenburg             | BSG Stahl Altenburg  |                           |              |
| BSG Sachsenverlag Dresden | BSG Rotation Dresden |                           |              |
| SG Eisenhüttenwerk Thale  | BSG Stahl Thale      |                           |              |
| BSG Mechanik Gera         | BSG Motor Gera       |                           |              |
| SG Union Oberschöneweide  |                      | BSG Motor Oberschöneweide |              |
| BSG KWU Weimar            | BSG Turbine Weimar   |                           |              |
| SC Lichtenberg 47         | SG Lichtenberg 47    |                           |              |
| VfB Pankow                |                      | BSG Einheit Pankow        |              |

## Topschutters

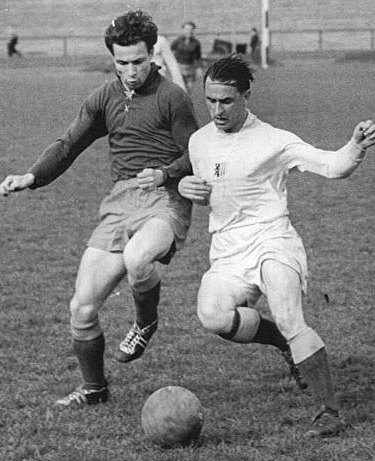
De tweede beste topschutter, Günter Schröter (links) van SG VP Dresden

Er werd dit seizoen 1178 keer gescoord wat neer komt op 3,85 goals per wedstrijd wat een record werd voor de Oberliga. De doelpuntrijkste wedstrijden waren Rotation Babelsberg-Motor Dessau (5:5) op 17 december 1950 en Rotation Dresden-Motor Dessau (7:3) op 4 februari 1951. De hoogste zege was 9:0 van Rotation Babelsberg tegen VfB Pankow op 9 september 1950. Johannes Schöne werd topschutter van de Oberliga met 38 treffers. Dit record werd tot aan het einde van de Oberliga niet meer verbroken. 
|    | Speler            | Club                    | Goals |
| -- | ----------------- | ----------------------- | ----- |
| 1. | Johannes Schöne   | BSG Rotation Babelsberg | 38    |
| 2. | Günter Schröter   | SG Volkspolizei Dresden | 32    |
| 3. | Werner Oberländer | BSG Stahl Thale         | 31    |
| 4. | Heinz Nicklich    | BSG Rotation Dresden    | 24    |